# قائمة أماكن هاري بوتر
هذه قائمة بالأماكن المشهوَرة والمعروفة في سلسلة هاري بوتر للمؤلفة البريطانية جيه كيه رولينغ.

## أماكن سحرية
- سجن أزكابان
- مستشفى سانت مونغو للأمراض والإصابات السحرية
- وزارة السحر
- محكمة الويزنجاموت
- ملعب الكويدتش لكأس العالم
- ملعب الكويدتش

### منازل
- المنزل رقم 12 غريموولد بليس
- منزل الجحر منزل عائلة ويزلي
- شرينكج شارك
- قصر مالفوي
- كوخ هاغريد
- منزل ريدل

### مدارس
- مدرسة هوغوورتس
- معهد دارمسترانج
- أكاديمية بوباتون للسحر

## داخل حدودمدرسة هوغوورتس
- غرفة المتطلبات
- حجرة الأسرار
- البهو العظيم
- الغابة المحرمة
- حمام ميرتل الباكية

## خارجهوَغوورتس
- كهف غودريك
- محطة كينج كروس

### قرية هوغسميد
- مقهى المقشات الثلاث
- مقهى ليكي كولدرين
- مقهي رأس الخنزير

### حارة دياجون
- محل ويزلي للأفكار السحرية
- متجر زينكو للأفكار السحرية
- بنك جرينجوس
- حارة نكتورين